# Glacier de la Grande Motte
Le glacier de la Grande Motte, ou les glaciers de la Grande Motte, est un glacier de France situé dans le massif de la Vanoise (Alpes), sur les communes de Tignes, de Champagny-en-Vanoise et de Val-Cenis. C'est un glacier skiable qui fait partie de la station de sports d'hiver de l'espace Killy, situé sur le domaine de Tignes.

## Géographie
Le glacier s'étend sur l'ubac de la Grande Motte, de son sommet à 3 653 mètres jusqu'à son front glaciaire actuellement situé environ 2,5 kilomètres en contrebas vers le nord-est à une altitude d'environ 2 600 mètres, sur l'adret du dôme de Pramecou. Cependant le glacier marque — depuis quelques années — un recul lié au réchauffement des températures. Dans certaines zones, l'épaisseur de la glace atteint encore 60 mètres (évaluation effectuée en 2019), une mesure significative. Cependant, le glacier est en forte régression — 1,5 mètre d'épaisseur disparaît chaque année —, comme l'indique Christian Vincent, glaciologue. Au cours des vingt dernières années, le glacier a perdu entre 25 et 30 mètres de son épaisseur. Ces données, en cours de mesure précise, doivent contribuer à améliorer les modèles climatiques, notamment dans les prochaines décennies. Dans ce contexte, un lac proglaciaire se forme à la fonte des neiges depuis le début des années 2020 au pied du glacier, sur le col entre la Grande Motte et le dôme de Pramecou, à environ 2 800 mètres d'altitude, ; face au risque d'inondation soudaine en aval du lac, sa vidange partielle est entreprise à l'été 2023 afin de réduire son volume de 80 %.

## Domaine skiable

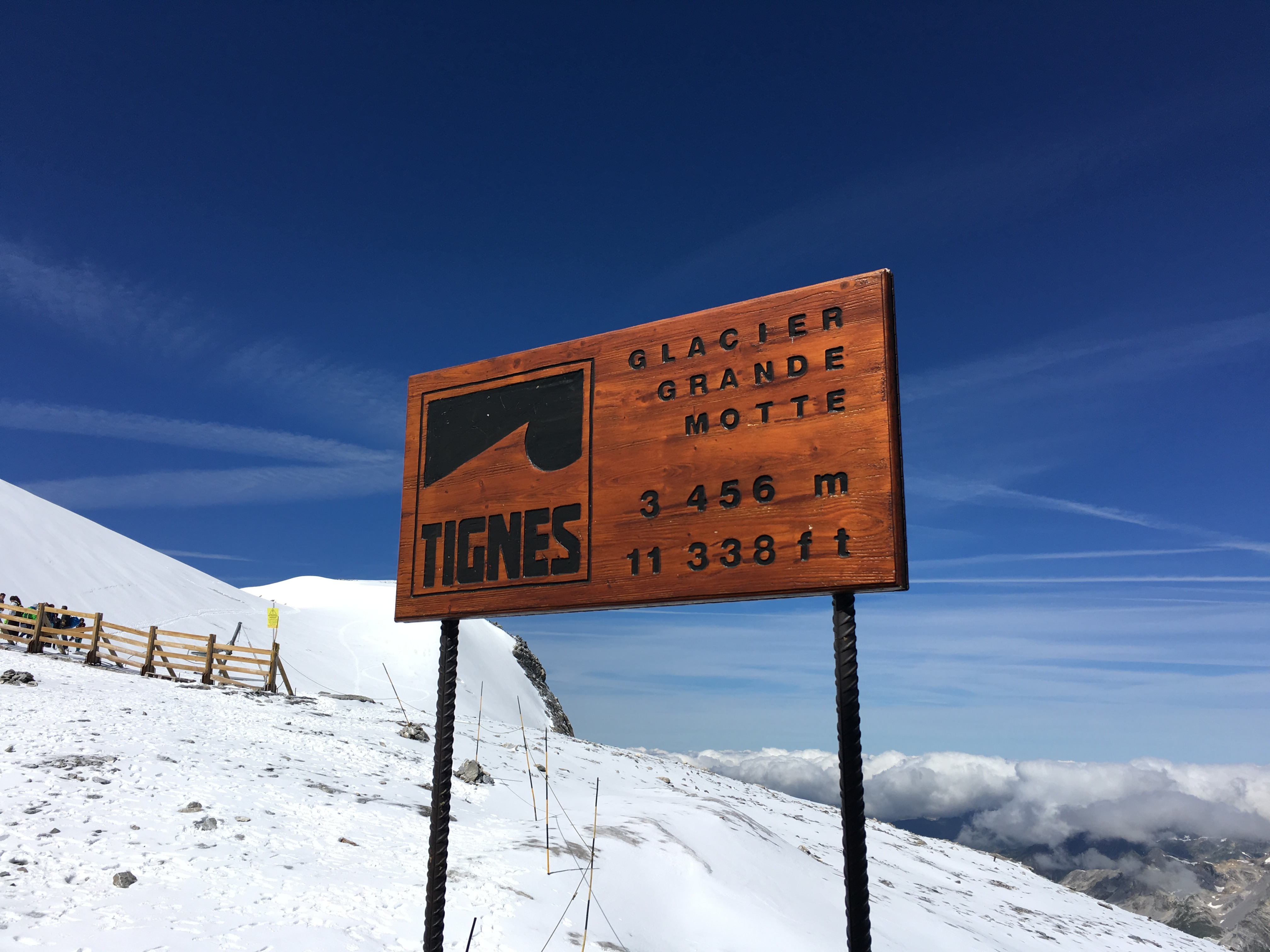
Panneau marquant le sommet du domaine skiable de Tignes.

Plusieurs pistes et remontées mécaniques appartenant au domaine skiable de Tignes et situées sur le glacier permettent la pratique du ski en hiver mais aussi au début de l'été grâce aux conditions glaciaires plutôt bonnes. C'est généralement le premier domaine français à ouvrir quelques pistes de ski alpin dès le début de l'automne.
Le glacier est desservi par le funiculaire Perce-Neige, reliant Tignes-Val Claret (à environ 2 150 mètres d'altitude) au bas du glacier à 3 032 mètres. Le Perce-Neige permet un accès rapide au glacier en hiver comme en été et est également accessible aux piétons. 
Afin de rejoindre le haut du domaine skiable de Tignes situé à 3 456 mètres d'altitude, il est ensuite possible d'emprunter le téléphérique de la Grande Motte.